# SCアルビ
スポルティン・クラブ・アルビジョワ（仏: Sporting Club Albigeois）は、フランスのアルビに本拠地を置くラグビーユニオンクラブである。スタジアムはスタジアム・ミュニシパル・ダルビ。シャンピオナ・フェデラル・ナシオナル（3部）に所属。通称はSCアルビ（SC Albi）。

## 歴史
1906年創設。
2009-10シーズンをトップ14でプレーしたのを最後に、トップディビジョンから遠ざかっている。

## 歴代所属選手
- コンラッド・マライス(ナミビア代表)
- トーマス・クレトゥ(ルーマニア代表)
- ブラッド・ニストル(ルーマニア代表)
- ブラッド・ナイストール(ルーマニア代表)
- アフシパ・タウモエペアウ(トンガ代表)
- アレクサンドレ・トドゥア(ジョージア代表)
- マテキトンガ・モエアキオラ(アメリカ合衆国代表)
- サムエル・マルケス(ポルトガル代表)
- ヴィリアム・アファティア(サモア代表)